# AC Волос Вероники
AC Волос Вероники (лат. AC Comae Berenices) — одиночная переменная звезда в созвездии Волос Вероники на расстоянии приблизительно 20972 световых лет (около 6430 парсек) от Солнца. Видимая звёздная величина звезды — от +15,1m до +13,6m.

## Характеристики
AC Волос Вероники — жёлто-белая пульсирующая переменная звезда типа RR Лиры (RRAB) спектрального класса F. Эффективная температура — около 6064 K.